# Campeonato Sanmarinense 2022-23

O Campeonato Sanmarinense 2022-23 foi a edição número 38 do Campeonato Sanmarinense de futebol. A temporada começou o 27 de outubro de 2022 e finalizou o 25 de julho de 2023.
| Clube            | Cidade         |
| ---------------- | -------------- |
| Cailungo         | Borgo Maggiore |
| Cosmos           | Serravalle     |
| Domagnano        | Domagnano      |
| Fiorentino       | Fiorentino     |
| Faetano          | Faetano        |
| Folgore/Falciano | Serravalle     |
| Juvenes/Dogana   | Serravalle     |
| La Fiorita       | Montegiardino  |
| Libertas         | Borgo Maggiore |
| Murata           | San Marino     |
| Pennarossa       | Chiesanuova    |
| San Giovanni     | Borgo Maggiore |
| Tre Fiori        | Fiorentino     |
| Tre Penne        | San Marino     |
| Virtus           | Acquaviva      |

O campeonato se dividiu em duas fases: na primeira fase, as 15 equipas participantes enfrentaram-se num grupo sozinho em partidas de ida e volta, por um total de 30 jogos. As equipes do 2º ao 11º  se classificaram à fase final enquanto o primeiro lugar foi declarado campeão de San Marino. A fase final incluiu uma rodada preliminar na que as equipas classificadas do 8º ao 11º posto competiram uma única competição para decidir quem passaria para as quartas de final. Os seis primeiros classificados passaram diretamente as quartas de final. A fase eliminatória incluiu partidas em casa e fora de casa, com a exceção do 4°a 5° lugar final e o 2°-3° lugar.
O primeiro classificado obteve uma praça para A Rodada preliminar de une-a de Campeões da UEFA 2023-24 enquanto o ganhador da fase final obteve outra para a Primeira rodada prévia da Liga Europa Conferência da UEFA 2023-24 junto ao campeão da Copa Titano 2022-23.

### Primeira rodada
| Data        | Casa           | Resultado | Visitante     |
| ----------- | -------------- | --------- | ------------- |
| 26 de abril | Murata         | 0:1       | SS Pennarossa |
| 26 de abril | Juvenes/Dogana | 3:2       | Domagnano     |

### Quartas de final
| Datas                   | Casa          | Resultado | Visitante      | Ida | Volta |
| ----------------------- | ------------- | --------- | -------------- | --- | ----- |
| 29 de abril e 3 de maio | Libertas      | 3:2       | Tre Fiori      | 2:1 | 1:1   |
| 29 de abril e 3 de maio | Virtus (g.v.) | 2:2       | Folgore        | 1:1 | 1:1   |
| 30 de abril e 3 de maio | Cosmos        | 7:1       | SS Pennarossa  | 4:1 | 3:0   |
| 30 de abril e 3 de maio | La Fiorita    | 5:0       | Juvenes/Dogana | 2:0 | 3:0   |

### Semifinais
| Datas          | Casa   | Resultado | Visitante  | Ida | Volta |
| -------------- | ------ | --------- | ---------- | --- | ----- |
| 6 e 14 de maio | Cosmos | 3:0       | Libertas   | 2:0 | 1:0   |
| 7 e 13 de maio | Virtus | 1:2       | La Fiorita | 0:0 | 1:2   |

### Final
| Data       | Casa   | Resultado | Visitante  |
| ---------- | ------ | --------- | ---------- |
| 20 de maio | Cosmos | 2:1       | LA Fiorita |

## Goleadores
- Atualizado em 25 de agosto de 2023.

| Pos. | Jogador           | Clube      | Gols |
| ---- | ----------------- | ---------- | ---- |
| 1    | Matteo Prandelli  | Cosmos     | 23   |
| 2    | Mattia Stefanelli | Pennarossa | 17   |
| 3    | Emiliano Olcese   | Libertas   | 15   |
|      | Raul Ura          | Murata     | 15   |
|      | Marseljan Mema    | Faetano    | 15   |